# Lakásszövetkezet
A lakásszövetkezet a szövetkezetek egyik formája. Jogi személy.

## Külföldön
A Magyarországon létrejött lakásszövetkezeti formáktól eltérnek a Nyugat-Európában, például Németországban létrejött formák.

## Összehasonlítás a társasházzal
A lakásszövetkezetnél az épület közös részei és a telek a lakásszövetkezetnek mint elkülönült szervezetnek a tulajdonában áll, míg a lakások  a lakásszövetkezet tagjainak tulajdonát képezik. Ebben különbözik a társasháztól.

## Története
Magyarországon az 1970-es évekre végleg bebizonyosodott, hogy az állam - bár ezt ideológiai okokból magára vállalta -, önmaga nem képes az állampolgároknak sem a minőségi, sem mennyiségi lakásszükségleteit kielégíteni. Ez vezetett ahhoz, hogy teret engedjenek a magántulajdonú társasházi illetve lakásszövetkezeti lakásépítésnek. A lakásszövetkezetek jogállását az 1977. évi 12. tvr. előtt alacsony szintű jogszabályok rendezték. A szövetkezetekről szóló 1971. évi III. törvény módosítását célzó 1989. évi XV. törvény lehetővé tette a 63/A. §-ában a szövetkezeti vagyon részleges felosztását a közgyűlés döntésétől függően, azonban ez a lakásszövetkezetekre kifejezetten nem vonatkozott. "A Magyarországon lezajlott átalakulási folyamatok a lakásszövetkezetek alapításának nem igazán kedveztek. Az állami tulajdonban volt és önkormányzati tulajdonba került épületeket társasházi formába terelték, és a lakásprivatizációval a lakásokat a bennük lakó magánszemélyek részére tulajdonba adták nagyon kedvezményes fizetési feltételek mellett." A 2000. évi CXLI. törvény szakított a korábbi szabályozási renddel a lakásszövetkezetek vonatkozásában, és 1. § (4) bekezdésében rögzítette, hogy a lakásszövetkezetekről külön törvény rendelkezik. Bár e külön törvény megalkotására 6 évet engedtek, azonban már 2004-re megszületett a 2004. évi CXV. törvény a lakásszövetkezetekről. E törvény már a Polgári Törvénykönyvre utal háttérszabályként és nem az akkoriban hatályban lévő szövetkezeti törvényre. 2011-ben a lakásszövetkezeti törvény módosítása jogorvoslati lehetőséget biztosít a kisebbségben maradt tagok számára, valamint azt is rendezte, hogy a kiválással kapcsolatos költségeket a távozóknak kell viselniük.

## Célja
A lakásszövetkezet célja, hogy az állampolgárok közös összefogással, személyes közreműködéssel és anyagi hozzájárulással gondoskodjanak a lakásszükségletek  kielégítését szolgáló épületek és ezek rendeltetésszerű kielégítését szolgáló épületek (összefoglaló nevükön: lakóépületek) és ezek rendeltetésszerű használatát elősegítő, továbbá a lakásszövetkezet célját szolgáló más létesítmények felépítéséről illetve fenntartásáról. E cél megvalósítása érdekében a lakásszövetkezet gazdálkodó tevékenységet is folytathat, és ennek keretében a lakóházakkal és lakossággal összefüggő lakossági szolgáltatásokat szervez, nyújt, illetve igénybe vesz.

## Típusai

### A lakásépítő szövetkezet
Olyan szövetkezet, amelyben az építkezés vagyoni alapját a tagok pénzbefizetései, természetbeni hozzájárulásai és saját munkavégzésük teremtik meg. Létrehozása legalább 7 állampolgár akaratából történhet. A lakásépítő szövetkezet létrehozásának feltétele az alakuló közgyűlés megtartása, az induló vagyon meghatározása, az alapszabály elfogadása, a tisztségviselők megválasztása, a döntés a megalakulás előtt kötött szerződésekről, valamint a bejegyzés a cégnyilvántartásba. Az épület átadása után lakásfenntartó szövetkezetté alakul át.

### A lakásfenntartó szövetkezet
A lakással, házzal rendelkező tulajdonosok közössége. Megalakulására és működésére a lakásépítő szövetkezet szabályai az irányadók. Jellegzetessége a többi szövetkezeti típushoz képest az, hogy nem érvényesül az egy tag - egy szavazat elve; akkor is csak egy-egy szavazat vehető figyelembe lakásonként, ha az adott lakásokban több tag él.

### Nyugdíjasházi szövetkezet
Az 1988. évi 19. tvr. pontosította a lakásszövetkezet fogalmat a céljának pontosabb meghatározásával (a a tagok életkörülményei javítását szolgáló más létesítményekre való kiterjesztésével) és új lakásszövetkezeti formaként szabályozza a nyugdíjasházi szövetkezeteket. Ennél a lakásszövetkezeti formánál jól érzékelhető a nyitott tagság elvének a jogszabályokkal összeegyeztethető alkalmazása, hiszen kizárólag a személyek nyugdíjasi volta a taggá válás feltétele, de a nyugdíjasok körében a tagság nyitott. Más lakásszövetkezeti formától eltérően, a tagnak kizárólag arra van lehetősége, hogy a lakóegységen állandó használati jogot szerezzen.

## Üdülőszövetkezet
"Az üdülőszövetkezeteknél, és különösen az üdülőszövetkezet tulajdonában lévő üdülőegységek esetén különbözteti meg a jogszabály a 
használati jogot attól függően, hogy azt a tag állandóan vagy időleges jogosult használni. Az üdülőszövetkezet tagja azon kívül, hogy az állandó használati jog alapján maga használhatja az üdülőegységet, azt időlegesen részben vagy egészben bérbe is adhatja, vagy másnak 
átengedheti, minden esetben lehetősége van a használati jog átruházására, ha a használati jogot szerző olyan személy, akit az 
igazgatóság tagként egyébként felvesz. A tag halála esetén az állandó és az időleges használat joga arra száll át, aki a tulajdonjogot egyébként örökölné."

## A lakásszövetkezetek érdekképviselete
- A Lakásszövetkezetek és Társasházak Országos Szövetsége (LOSZ).